# گمینا بتونگ
گمینا بتونگ (به لهستانی:  Gmina Bytoń) یک گمینا در لهستان است که در شهرستان راجیوف واقع شده‌است. گمینا بتونگ ۷۳٫۳۵ کیلومتر مربع مساحت و ۳٬۷۹۰ نفر جمعیت دارد.